# Kyōto Animation
Kyōto Animation (京都アニメーション Kyōto Animēshon), thường được tắt là KyoAni (京アニ), là một hãng sản xuất anime đặt trụ sở tại thành phố Uji, tỉnh Kyōto, Nhật Bản. Công ty ra đời vào năm 1981 và chính thức trở thành loại hình trách nhiệm hữu hạn vào năm 1985 trước khi tiến đến hình thức tập đoàn vào năm 1999. Giám đốc là Hatta Hideaki, công ty cũng liên kết với một xưởng phim đáng chú ý khác là Sunrise và từng thành lập chi nhánh con Animation Do ở Osaka (hiện đã sáp nhập vào Kyōto Animation).. Một số bộ anime nổi tiếng do Kyoto Animation sản xuất có thể kể đến như Clannad, K-On!, Hyōka, Nichijou, Tamako Market, Kobayashi-san Chi no Maid Dragon, Violet Evergarden,... hay một số phim điện ảnh như Dáng hình thanh âm, Suzumiya Haruhi no Shōshitsu,...

## Lịch sử

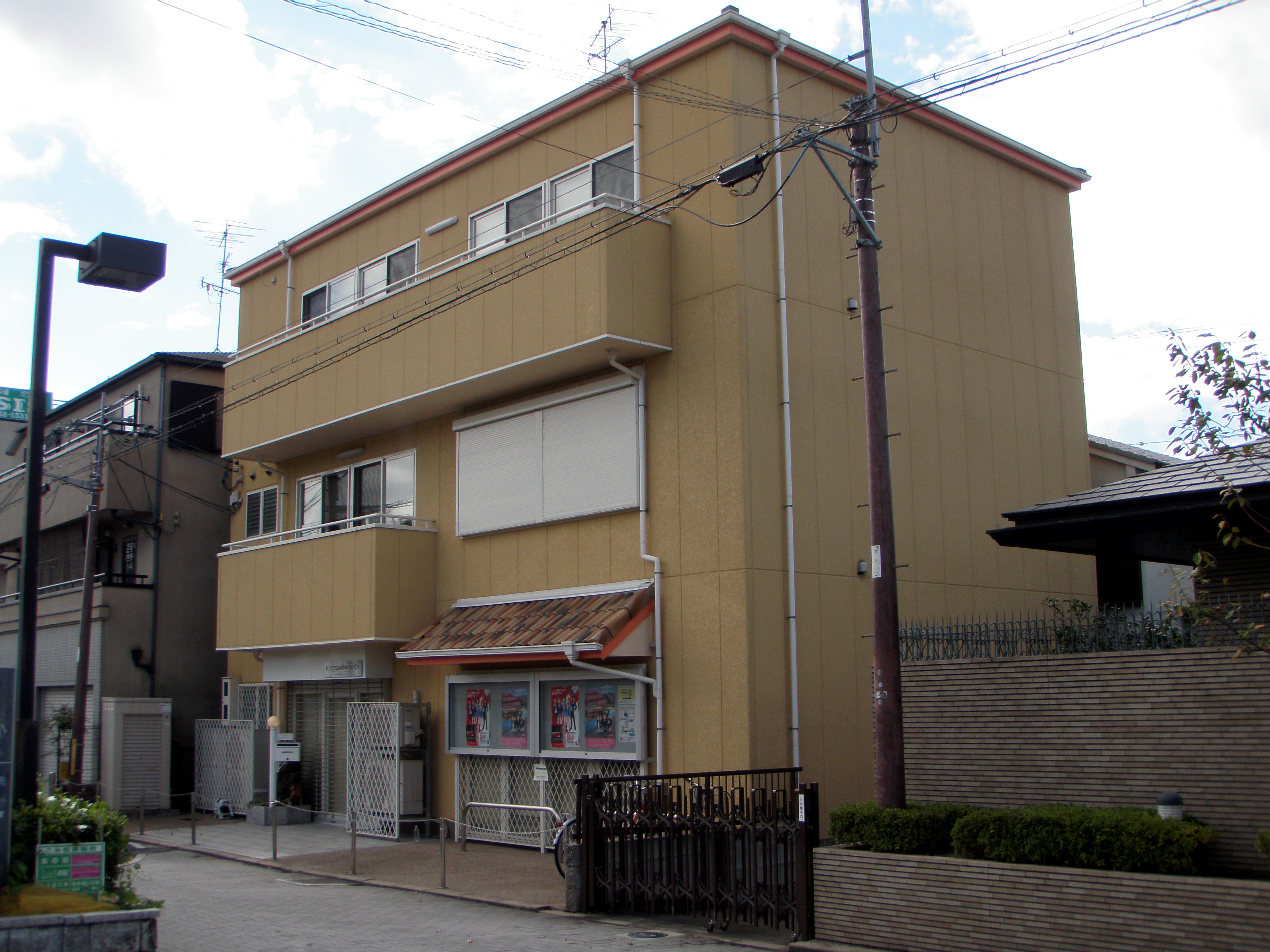
Trụ sở chính của Kyoto Animation

Một trong những nhà sáng lập công ty là Hatta Yoko, ban đầu bà được tuyển dụng vào Mushi Production, nhưng đã nhanh chóng rời khỏi studio và đến Kyoto sau khi kết hôn với Hatta Hideaki. Kyoto Animation được thành lập vào năm 1981 bởi cặp vợ chồng này, chức vụ trong công ty gồm Hideaki là chủ tịch và Yoko là phó chủ tịch.
 Đây là một công ty trách nhiệm hữu hạn vào năm 1985 và về sau trở thành một tập đoàn chính thức vào năm 1999. Biểu trưng của Kyoto Animation dựa trên chữ kanji kyō (京), chữ đầu của 
Kyoto.

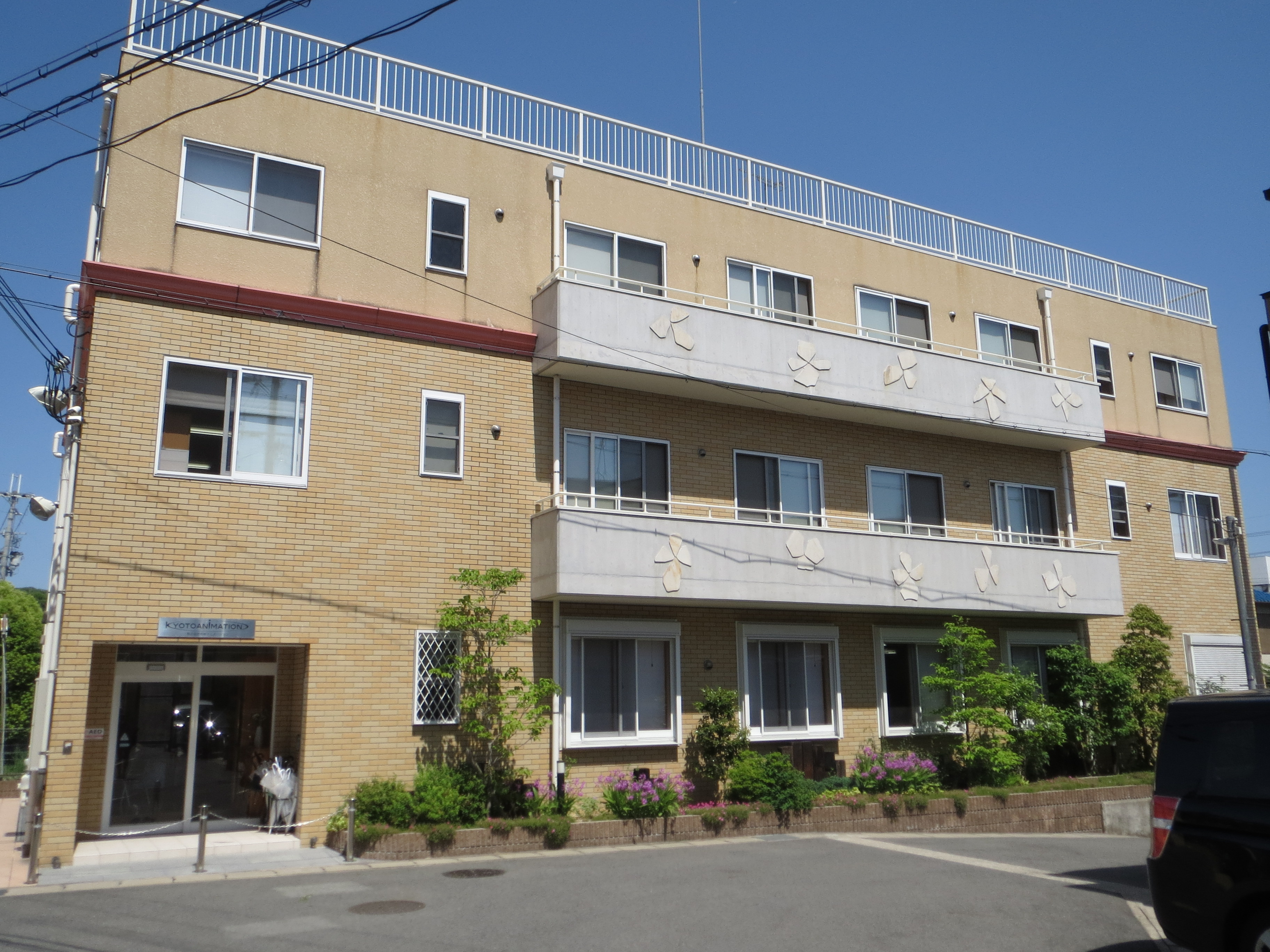
Xưởng phim số 1 của Kyoto Animation tại Fushimi-ku, Kyoto, Japan, nơi chịu hỏa hoạn năm 2019.

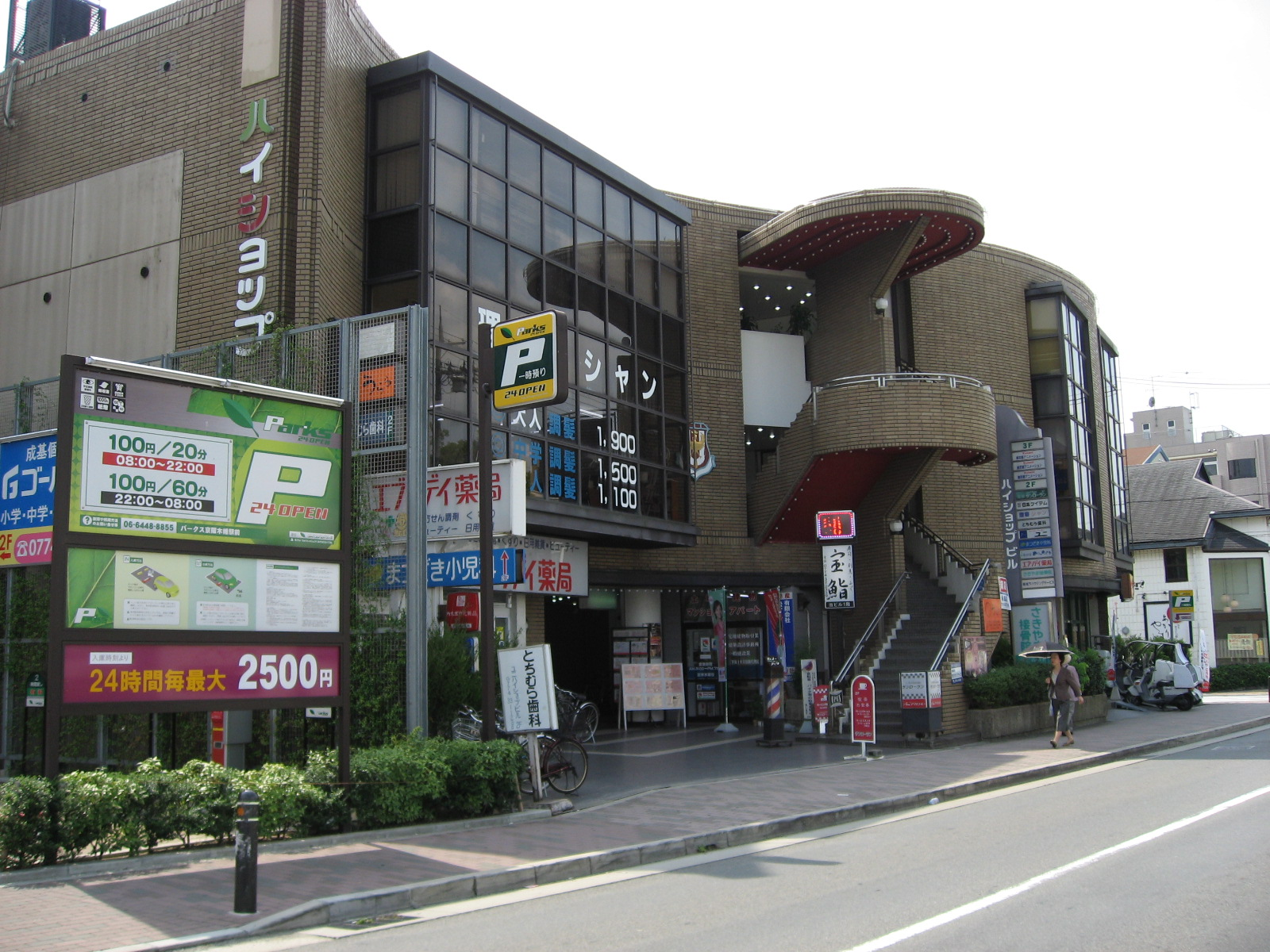
Xưởng phim 2 của Kyoto Animation tại thành phố Uji, Kyoto, Nhật Bản.

Kể từ năm 2009, Kyoto Animation bắt đầu tổ chức Giải thưởng Kyoto Animation bao gồm ba hạng mục: tiểu thuyết gốc, manga và kịch bản. Những tác phẩm thắng giải sẽ được xuất bản qua ấn hiệu KA Esuma Bunko của công ty và tác phẩm đó có thể nhận cơ hội được chuyển thể thành một anime. Love, Chunibyo & Other Delusions, Free!, Kyoukai no Kanata và Musaigen no Phantom World  đều là những cuốn tiểu thuyết nhận giải danh dự trong cuộc thi này. Năm 2014, Violet Evergarden trở thành tác phẩm đầu tiên và duy nhất nhận giải lớn.

### Animation Do
Animation Do Co., Ltd. (株式会社アニメーションドゥウ Kabushiki-gaisha Animēshon Dū) là một công ty liên kết với Kyoto Animation được thành lập vào năm 2000 để hỗ trợ hãng trong sản xuất. Công ty này trở thành loại hình trách nhiễm hữu hạn vào năm 2000 và tiến đến hình thức tập đoàn cổ phần vào năm 2010. Công ty do Hatta Hideaki điều hành song song với Kyoto Animation. Vào ngày 16 tháng 9 năm 2020, Animation Do chính thức được sáp nhập với Kyoto Animation.

### Hỏa hoạn năm 2019
Vào ngày 18 tháng 7 năm 2019, vào lúc 10:30 (giờ địa phương), một người đàn ông 41 tuổi mang theo dao cùng 40 lít xăng vào phóng hỏa xưởng phim 1 của Kyoto Animation. Vụ hoả hoạn thiêu rụi hơn một nửa phần xưởng phim cùng nhiều vật dụng khác và làm nhiều người bị thương nặng. Theo sở cảnh sát Kyoto, có ít nhất 34 người đã thiệt mạng và 36 người khác bị thương nặng, trong đó có rất nhiều vị đạo diễn quan trọng của Kyoto Animation. Nghi phạm sau đó bị thương và được đưa vào bệnh viện cấp cứu. Đây là vụ cố ý giết người nghiêm trọng nhất kể từ thời Heisei tại Nhật Bản. Vụ việc này khiến nhiều sản phẩm và dự án của hãng bị hoãn hoặc bị huỷ bỏ vô thời hạn.

## Sản xuất
Các sản phẩm chính của Kyoto Animation được liệt kê phía dưới.

### Phim truyền hình
| Tên phim                                       | Thời gian chiếu                                                              | Tập         | Ghi chú |
| ---------------------------------------------- | ---------------------------------------------------------------------------- | ----------- | --- |
| Full Metal Panic? Fumoffu                      | 26 tháng 8 năm 2003–18 tháng 11 năm 2003                                     | 12          | Dựa trên tiểu thuyết Full Metal Panic!.                                                                                         |
| Air                                            | 6 tháng 1 năm 2005–31 tháng 3 năm 2005                                       | 13 (+2 OVA) | Dựa trên game Air của Key. |
| Full Metal Panic! The Second Raid              | 13 tháng 7 năm 2005–19 tháng 10 năm 2005                                     | 13 (+1 OVA) | Dựa trên tiểu thuyết Full Metal Panic!.                                                                                         |
| Suzumiya Haruhi no Yūutsu                      | 2 tháng 4 năm 2006–2 tháng 6 năm 2006 3 tháng 4 năm 2009–9 tháng 10 năm 2009 | 14 28       | Dựa trên tiều thuyết cùng tên của Nagaru Tanigawa. Phần 2 được làm vào năm 2009.                                                |
| Kanon                                          | 5 tháng 10 năm 2006–15 tháng 3 năm 2007                                      | 24          | Đây là phần làm lại được dựa trên game cùng tên của Key. Bản đầu tiên được làm bởi Toei Animation vào năm 2002.                 |
| Lucky Star                                     | 8 tháng 4 năm 2007–16 tháng 9 năm 2007                                       | 24 (+1 OVA) | Dựa trên manga cùng tên của Kagami Yoshimizu.                                                                                   |
| Clannad                                        | 4 tháng 10 năm 2007–27 tháng 3 năm 2008                                      | 23 (+1 OVA) | Dựa trên game của Key. |
| Clannad: After Story                           | 3 tháng 10 năm 2008–26 tháng 3 năm 2009                                      | 24 (+1 OVA) | Nối tiếp câu chuyện của Clannad.                                                                                                |
| Sora o Miageru Shōjo no Hitomi ni Utsuru Sekai | 14 tháng 1 năm 2009–11 tháng 3 năm 2009                                      | 9           | Phiên bản làm lại Munto. |
| K-On!                                          | 3 tháng 4 năm 2009–26 tháng 7 năm 2009                                       | 13 (+1 OVA) | Dựa trên manga của Kakifly. |
| K-On!!                                         | 7 tháng 4,2010-28 tháng 10 năm 2010                                          | 26 (+1 OVA) | Mùa thứ hai của K-On!. |
| Nichijou                                       | 3 tháng 4 năm 2011–25 tháng 9 năm 2011                                       | 26 (+1 OVA) | Dựa trên manga của Keiichi Arawi.                                                                                               |
| Hyōka                                          | 22 tháng 4 năm 2012–16 tháng 9 năm 2012                                      | 22 (+1 OVA) | Dựa trên tiểu thuyết của tác giả Honobu Yonezawa.                                                                               |
| Chuunibyou Demo Koi ga Shitai!                 | 4 tháng 10 năm 2012–19 tháng 12 năm 2012                                     | 12 (+1 OVA) | Dựa tên tiểu thuyết của Torako. Tác phẩm đoạt giải danh dự trong Giải thưởng Kyoto Animation năm 2010.                          |
| Tamako Market                                  | 10 tháng 1 năm 2013–28 tháng 3 năm 2013                                      | 12          | Dựa trên light novel của Ichinose Mutsuki.                                                                                      |
| Free! Iwatobi Swim Club                        | 4 tháng 7 năm 2013 - 26 tháng 9 năm 2013                                     | 12 + 4 OVA  | Phần tiếp theo của phim điện ảnh High Speed! Free! Starting Days. Hợp tác sản xuất với Animation Do.                            |
| Kyoukai no Kanata                              | 2 tháng 10 năm 2013–18 tháng 12 năm 2013                                     | 12 (+1 OVA) | Dựa trên tiểu thuyết của Nagomu Torii. Tác phẩm đoạt giải danh dự trong Giải thưởng Kyoto Animation.                            |
| Chuunibyou demo Koi ga Shitai! Ren             | 8 tháng 1 năm 2014–27 tháng 3 năm 2014                                       | 12          | Phần tiếp theo của "Chuunibyou demo Koi ga Shitai!".                                                                            |
| Free! Eternal Summer                           | 3 tháng 7 năm 2014 - 25 tháng 9 năm 2014                                     | 13 (+1 OVA) | Phần tiếp theo của Free! Iwatobi Swim Club. Hợp tác sản xuất với Animation Do.                                                  |
| Amagi Brilliant Park                           | 6 tháng 10 năm 2014 - 15 tháng 12 năm 2014                                   | 13 (+1 OVA) | Dựa trên tiểu thuyết của Shoji Gatoh.                                                                                           |
| Hibike! Euphonium                              | 7 tháng 4 năm 2015 - 30 tháng 6 năm 2015                                     | 13          | Dựa trên tiểu thuyết của Ayano Takeda.                                                                                          |
| Hibike! Euphonium 2                            | 6 tháng 10 năm 2016 - 29 tháng 12 năm 2016                                   | 13          | Mùa thứ hai của Hibike! Euphonium.                                                                                              |
| Kobayashi-san Chi no Maid Dragon               | 11 tháng 1 năm 2017 – 6 tháng 4 năm 2017                                     | 13 + 1 OVA  | Dựa trên manga của Coolkyoushinja.                                                                                              |
| Violet Evergarden                              | 10 tháng 1 năm 2018 - 14 tháng 4 năm 2018                                    | 13 (+1 OVA) | Dựa trên tiểu thuyết của Akatsuki Kana, tác phẩm đầu tiên đọat giải quán quân trong Giải thưởng Kyoto Animation.                |
| Free! Dive to the Future                       | 12 tháng 7 năm 2018 - 27 tháng 9 năm 2018                                    | 12 (+1 OVA) | Phần tiếp theo của phim điện ảnh Free! Take Your Marks.                                                                         |
| Tsurune                                        | 22 tháng 10 năm 2018 – 21 tháng 1 năm 2019                                   | 13          | Chuyển thể từ bộ light novel của Ayano Kotoko.                                                                                  |
| Kobayashi-san Chi no Maid Dragon S             | 8 tháng 7 năm 2021 – 23 tháng 9 năm 2021                                     | 12 (+1 OVA) | Phần tiếp theo của Kobayashi-san Chi no Maid Dragon, đồng thời là bộ anime truyền hình đầu tiên hãng sản xuất sau vụ phóng hỏa. |
| Tsurune: Tsunagari no Issha (mùa 2)            | 5 tháng 1, 2023 - 30 tháng 3, 2023                                           | 13          | Phần tiếp theo của phim điện ảnh Tsurune: Hajimari no Issha.                                                                    |
| Hibike! Euphonium: Kumiko 3 Nensei-hen         | 7 tháng 4, 2024 - 30 tháng 6, 2024                                           | 13          | Mùa thứ 3 của series Hibike! Euphonium.                                                                                         |
| City the Animation                             | 2025                                                                         |             | Chuyển thể từ manga của Arawi Keiichi.                                                                                          |
| 20 Seiki Denki Mokuroku                        |                                                                              |             | Chuyển thể từ light novel cùng tên của Yuki Hiro.                                                                               |

### Phim điện ảnh
| Tên phim                                                     | Thời gian chiếu                           | Ghi chú |
| ------------------------------------------------------------ | ----------------------------------------- | --- |
| Tenjōbito to Akutobito Saigo no Tatakai                      | 18 tháng 4 năm 2009                       | Bộ phim liên quan đến anime truyền hình Sora o Miageru Shōjo no Hitomi ni Utsuru Sekai.                           |
| Suzumiya Haruhi no Shōshitsu                                 | 6 tháng 2 năm 2010                        | Bộ phim dựa trên tiểu thuyết của tác giả Nagaru Tanigawa.                                                         |
| K-On!                                                        | 3 tháng 12 năm 2011                       | Chuyển thể từ bộ manga của Kakifly.                                                                               |
| Takanashi Rikka Kai: Gekijō-ban Chūnibyō Demo Koi ga Shitai! | 14 tháng 9 năm 2013                       | Tóm lược nội dung mùa thứ nhất của anime Chūnibyō demo Koi ga Shitai! dưới góc nhìn của nhân vật Takanashi Rikka. |
| Tamako Love Story                                            | 26 tháng 4 năm 2014                       | Nối tiếp câu chuyện của Tamako Market.                                                                            |
| Kyōkai no Kanata: Kaho-hen                                   | 14 tháng 3 năm 2015                       | Tóm lược lại nội dung của 12 tập phim bản truyền hình.                                                            |
| Kyōkai no Kanata: Mirai-hen                                  | 25 tháng 4 năm 2015                       | Nối tiếp câu chuyện của anime truyền hình Kyōkai no Kanata.                                                       |
| High Speed! Free! Starting Days                              | 5 tháng 12 năm 2015                       | Tiền truyện của series Free!, dựa theo tiểu thuyết High Speed! của Oji Koji.                                      |
| Hibike! Euphonium: Kitauji Koukou Suisougaku-bu e Youkoso    | 23 tháng 4 năm 2016                       | Tóm lược nội dung mùa thứ nhất của Hibike! Euphonium.                                                             |
| Dáng hình thanh âm                                           | 17 tháng 9 năm 2016                       | Chuyển thể từ bộ manga của Ōima Yoshitoki.                                                                        |
| Free! Timeless Medley: Kizuna                                | 22 tháng 4 năm 2017                       | Thuộc series Free!. Nội dung tập trung vào nhân vật Haruka Nanase.                                                |
| Free! Timeless Medley: Yakusoku                              | 1 tháng 7 năm 2017                        | Phần tiếp theo của Free! Timeless Medley: Kizuna. Nội dung tập trung vào nhân vật Matsuoka Rin.                   |
| Hibike! Euphonium: Todoketai Melody                          | 30 tháng 9 năm 2017                       | Tóm lược nội dung mùa thứ hai của Hibike! Euphonium.                                                              |
| Free! Take Your Marks                                        | 28 tháng 10 năm 2017                      | Phần tiếp theo của anime truyền hình Free! Eternal summer.                                                        |
| Chūnibyō demo Koi ga Shitai!: Take On Me                     | 6 tháng 1 năm 2018                        | Phần nối tiếp của bản anime truyền hình.                                                                          |
| Liz to Aoi Tori                                              | 21 tháng 4 năm 2018                       | Ngoại truyện của Hibike! Euphonium.                                                                               |
| Hibike! Euphonium: Chikai no Finale                          | 19 tháng 4 năm 2019                       | Phần tiếp theo của Hibike! Euphonium 2.                                                                           |
| Free! Road to the World: Yume                                | 5 tháng 7 năm 2019                        | Tóm lược nội dung của Free!: Dive to the Future.                                                                  |
| Búp bê ký ức: Violet Evergarden                              | 6 tháng 9 năm 2019                        | Phần spin-off của Violet Evergarden.                                                                              |
| Violet Evergarden: Hồi ức không quên                         | 18 tháng 9 năm 2020                       | Phần tiếp theo của Violet Evergarden.                                                                             |
| Free! The Final Stroke (hai phần)                            | 17 tháng 9 năm 2021 – 22 tháng 3 năm 2022 | Phần tiếp theo của Free!: Dive to the Future.                                                                     |
| Tsurune: Hajimari no Issha                                   | 19 tháng 8 năm 2022                       | Phần tiếp theo của anime truyền hình Tsurune.                                                                     |
| Tokubetsu-hen Hibike! Euphonium: Ensemble Contest            | 4 tháng 8, 2023                           | Câu chuyện phụ của Hibike! Euphonium.                                                                             |
| Kobayashi-san Chi no Maid Dragon: Samishigariya no Ryū       | 2025                                      | Phần tiếp theo của Kobayashi-san Chi no Maid Dragon S.                                                            |

### OVA/ONA
|     | Năm phát hành | Tựa đề                                      | Đạo diễn          | Số tập | Ghi chú |
| --- | ------------- | ------------------------------------------- | ----------------- | ------ | --- |
| OVA | 2003          | Munto                                       | Kigami Yoshiji    | 1      | Tác phẩm nguyên tác.                                                                                                |
| OVA | 2005          | Munto: Toki no Kabe wo Koete                | Kigami Yoshiji    | 1      | Phần tiếp theo của Munto.                                                                                           |
| OVA | 2008          | Lucky Star: Original na Visual to Animation | Takemoto Yasuhiro | 1      | Câu chuyện phụ của Lucky Star.                                                                                      |
| OVA | 2011          | Nichijou: Nichijou no 0-wa                  | Ishihara Tatsuya  | 1      | Câu chuyện phụ của Nichijou.                                                                                        |
| OVA | 2013          | Hyōka: Motsubeki Mono wa                    | Yasuhiro Takemoto | 1      | Câu chuyện phụ của Hyōka.                                                                                           |
| OVA | 2017          | Baja no Studio                              | Kigami Yoshiji    | 1      | Tác phẩm nguyên tác.                                                                                                |
| OVA | 2020          | Baja no Studio: Baja no Mita Umi            | Kigami Yoshiji    | 1      | Phần tiếp theo của Baja no Studio                                                                                   |
| ONA | 2009          | Suzumiya Haruhi-chan no Yuuutsu             | Takemoto Yasuhiro | 25     | Chuyển thể từ manga spin-off Suzumiya Haruhi-chan no Yuuutsu của Puyo, thuộc một phần trong series Suzumiya Haruhi. |
| ONA | 2009          | Nyorōn Churuya-san                          | Takemoto Yasuhiro | 13     | Chuyển thể từ manga spin-off Nyorōn Churuya-san của Eretto, thuộc một phần trong series Suzumiya Haruhi.            |

## Light novel
Kyoto Animation cũng là nhà xuất bản light novel dưới thương hiệu KA Esuma Bunko.

### Các light novel đã xuất bản
- Yūyake Tōdai no Himitsu (2011)
- Love, Chunibyo & Other Delusions (2011–2017)
- Oyashiki to Coppelia (2011)
- Kyoukai no Kanata (2012–2013)
- Tamako Market (2013–2014)
- Musaigen no Phantom World (2013–2016)
- High Speed! (2013–2014)
- Robot Heart Update (2015–2017)
- Violet Evergarden (2015–2020)
- Manzai Senka! (2016)
- Tsurune (2016–nay)
- Kono Hoshizora ni wa Kimi ga Tarinai! (2017)
- 20 Seiki Denki Mokuroku (2018)
- Mobomoga (2020)
- Jikan (2020)
- Ten'yaku-ryō no Majo (2020)
- Sakura no Furu Machi (2020)[30]
- Umihime Mare (2022)[30]